# Iglesia de Santa Cruz de Jerusalén (Juli)
La  Iglesia de Santa Cruz de Jerusalén  fue un templo religioso de culto católico construido en estilo barroco-mestizo bajo la dedicación de la Santa Cruz de Jerusalén  en la ciudad de Juli, capital de la provincia de Chucuito en del Departamento de Puno al el sur del Perú, ribereña del lago Titicaca.

## Historia
La primitiva iglesia fue construida entre 1581 y 1582, un siglo después se reconstruía su crucero, pero según Vargas Ugarte todo el templo se vino abajo en 1741 y tuvo que hacerse de nuevo. Remodelada durante la segunda mitad del siglo XVIII, antiguamente conocida como San Ildefonso. Fue casi destruida por un rayo en 1914.

## Descripción
Las ruinas denotan la grandiosidad que tuvo en su época la iglesia. Se destacan los finos trabajos de escultura en piedra. 
Lo que hoy queda, en estado de ruina,  muestra el magnífico templo dieciochesco levantado sobre la estructura original. Se han respetado partes de la misma y se ha conservado en su integridad la portada renacentista de pies, que es idéntica a la de la Asunción, con simples pilastras pareadas entre las cuales se ha colocado un círculo son el símbolo de los jesuitas, quienes levantaron una nueva portada barroca sin tocar la existente, objetivo que consiguieron al adoptar la solución compositiva de triple columna que les permitía tapar las pilastras renacentistas.

La composición de tres columnas deriva del modelo potosino de la Iglesia de la Compañía (1700-1707) y parece responder a una intención simbólica. Las columnas ascienden en número descendente, en pirámide, al centro hay una hornacina avenerada flanqueada por ángeles de talla sumamente primitiva...
Teresa Gisbert y José de Mesa (p. 490)

## Galería

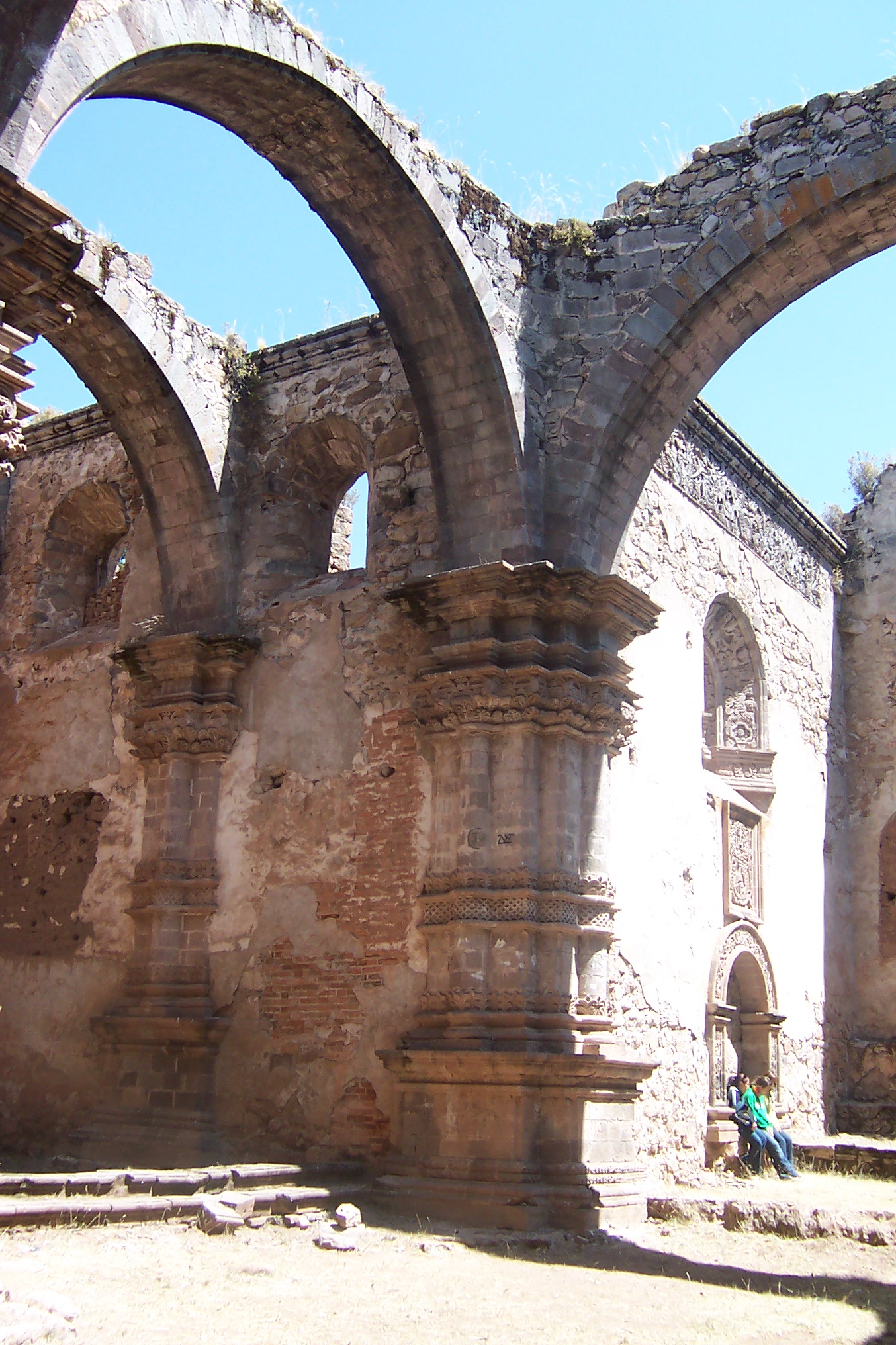
Ruinas de la iglesia.
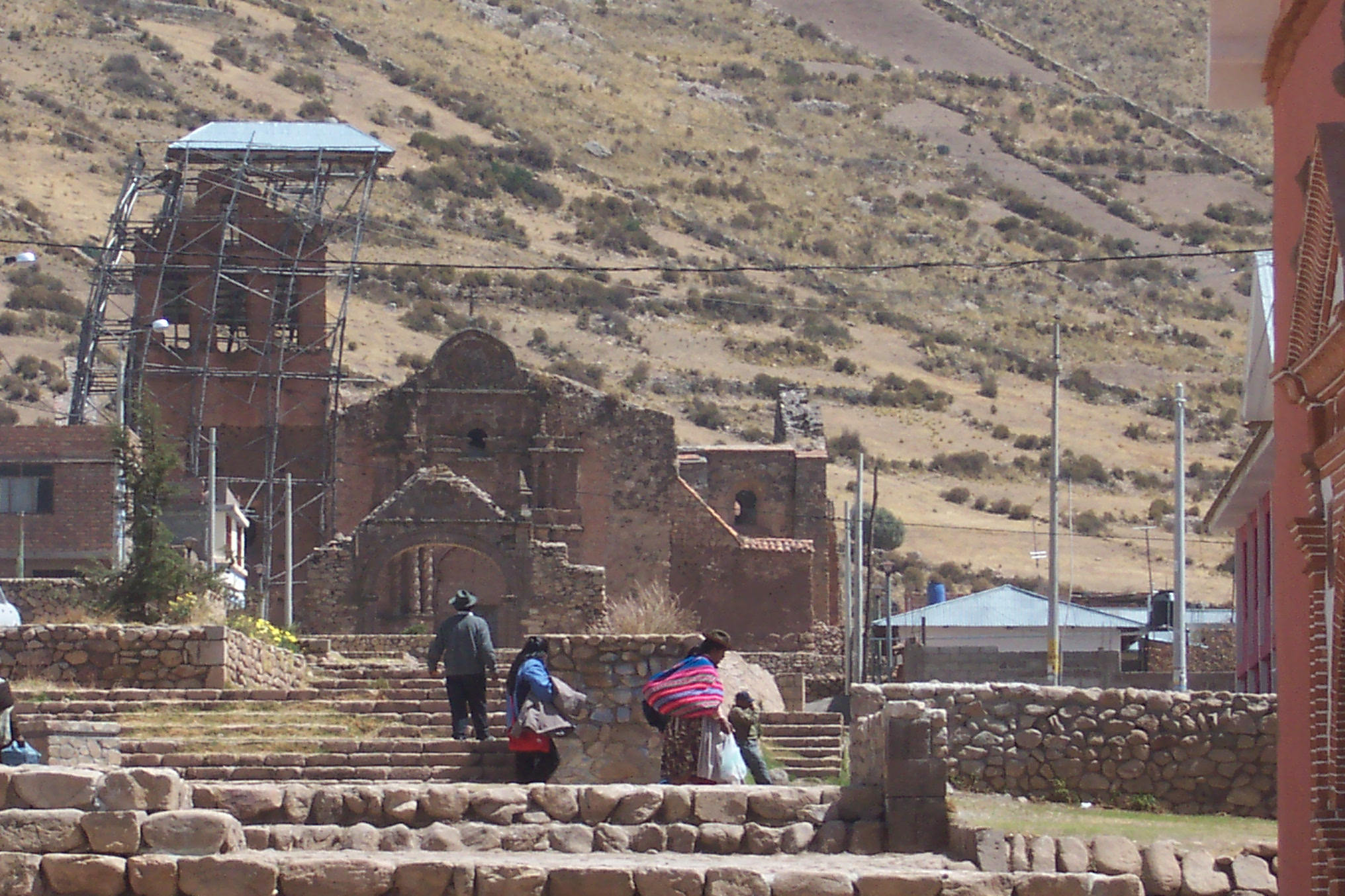
Exterior
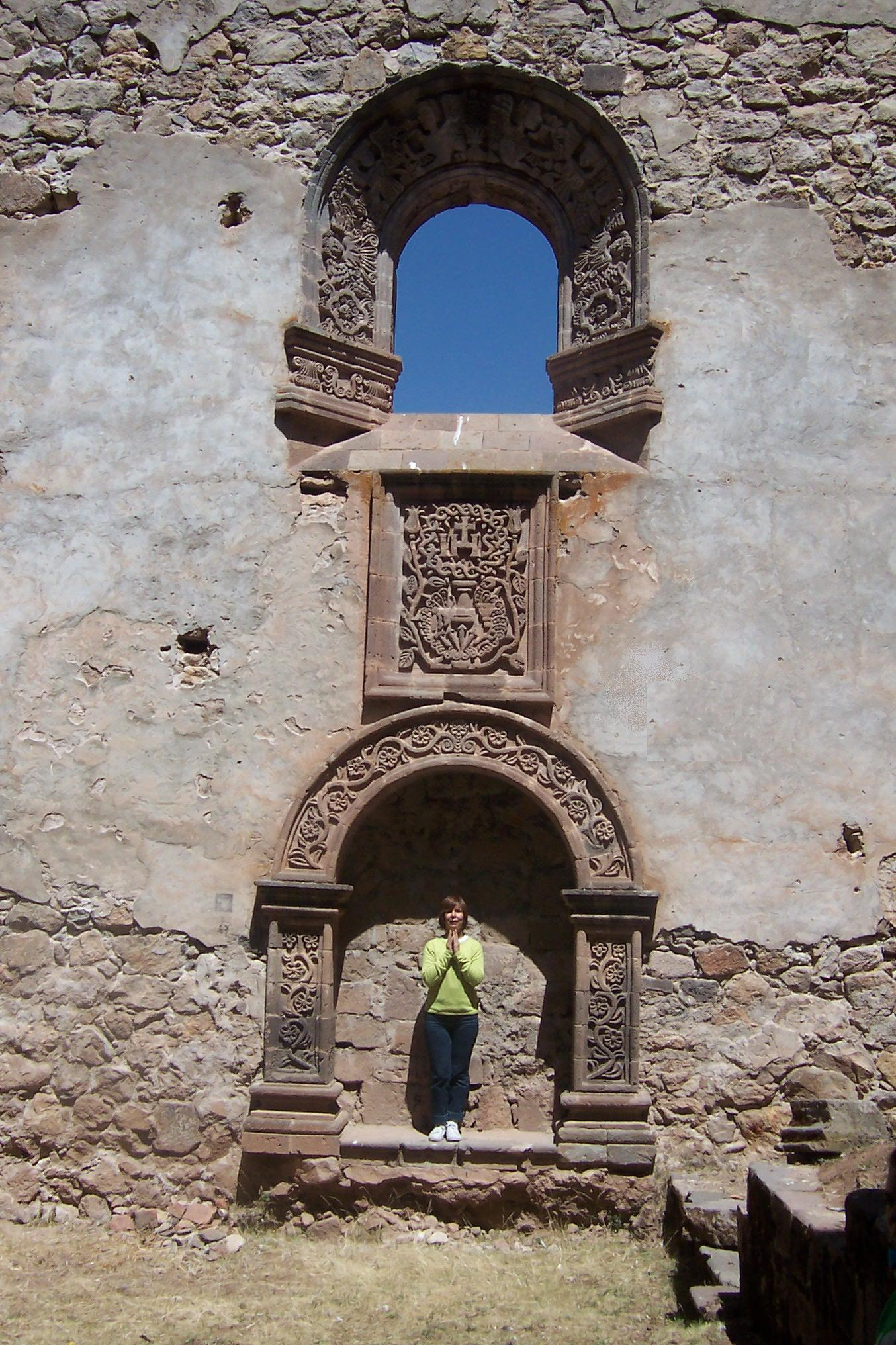
Ventana